# J. M. Kerrigan
Pour les articles homonymes, voir Kerrigan.
J. M. Kerrigan est un acteur et réalisateur irlandais, né Joseph Michael Kerrigan à Dublin (Irlande) le 16 décembre 1884, mort à Hollywood (Californie, États-Unis) le 29 avril 1964.

## Biographie
Joseph Michael Kerrigan, connu comme J. M. Kerrigan, débute au théâtre en 1907, au sein de la troupe de l'Abbey Theatre de Dublin. Dès l'année suivante (1908), une tournée aux États-Unis lui permet notamment de se produire à Broadway (New York). À l'occasion d'une autre tournée en 1911, il revient sur la scène new-yorkaise, où il interprète deux pièces de son compatriote John Millington Synge (dont Le Baladin du monde occidental), aux côtés de Sara Allgood, Una O'Connor (également irlandaises d'origine) et Cathleen Nesbitt (anglaise). En 1913, avec Sara Allgood encore, il revient de nouveau à Broadway, où il joue ensuite régulièrement entre 1917 et 1929, avant deux ultimes prestations, en 1937-1938 d'abord, en 1946-1947 enfin, pour une reprise de la pièce Le Baladin du monde occidental. S'il est surtout l'interprète de pièces, il est également metteur en scène de l'une d'elles en 1922 et, en outre, participe à deux comédies musicales (voir rubrique Théâtre ci-dessous).
Au cinéma, J. M. Kerrigan débute dans son pays natal en 1916, comme réalisateur de sept courts métrages muets, dont il est aussi acteur. Il ne renouvellera pas cette expérience à la réalisation. Il apparaît ensuite exclusivement dans des films américains, le premier en 1923 (donc muet), puis de 1929 à 1956 — notons ici qu'il s'installe définitivement en 1935 à Hollywood, où il meurt en 1964. En tout, il collabore à plus de cent films (notamment quelques westerns), dont plusieurs réalisés par John Ford.
À la télévision, il joue dans quelques séries, entre 1952 et 1960 (année où il se retire).
Une étoile lui est dédiée sur le Walk of Fame d'Hollywood Boulevard.

## Filmographie

### Comme acteur (sélection)

#### Au cinéma
- 1923 : Patricia (Little Old New York), de Sidney Olcott
- 1929 : Lucky in Love de Kenneth S. Webb
- 1930 : La Chanson de mon cœur (Song o' my Heart) de Frank Borzage
- 1930 : Under Suspicion
- 1931 : Merely Mary Ann d'Henry King
- 1931 : The Black Camel de Hamilton MacFadden : Thomas MacMasters
- 1931 : Don't Bet on Women de William K. Howard
- 1932 : Rockabye de George Cukor
- 1934 : L'Île au trésor (Treasure Island) de Victor Fleming
- 1934 : La Patrouille perdue (The Lost Patrol) de John Ford
- 1934 : Un héros moderne (A Modern Hero) de Georg Wilhelm Pabst
- 1934 : Rayon d'amour (Happiness Ahead) de Mervyn LeRoy
- 1935 : Le Mouchard (The Informer) de John Ford
- 1935 : La Jolie Batelière (The Farmer Takes a Wife) de Victor Fleming
- 1935 : Ville sans loi (Barbary Coast) de Howard Hawks
- 1935 : Le Monstre de Londres (Werewolf of London) de Stuart Walker
- 1935 : Une plume à son chapeau (A Feather in Her Hat) d'Alfred Santell
- 1936 : Je n'ai pas tué Lincoln (The Prisoner of Shark Island) de John Ford
- 1936 : Le Pacte (Lloyd's of London) de Henry King
- 1936 : Le général est mort à l'aube (The General died at Dawn) de Lewis Milestone
- 1936 : Révolte à Dublin (The Plough and the Stars) de John Ford
- 1936 : Hearts in Bondage (en) de Lew Ayres
- 1936 : Sans foyer (Timothy's Quest) de Charles Barton
- 1937 : London by Night de Wilhelm Thiele
- 1938 : La Faute d'un père (Ride a Crooked Mile) d'Alfred E. Green
- 1938 : Cinq jeunes filles endiablées (Spring Madness), de S. Sylvan Simon
- 1939 : Autant en emporte le vent (Gone with the Wind) de Victor Fleming, George Cukor et Sam Wood
- 1939 : 6,000 Enemies de George B. Seitz
- 1939 : Sorority House de John Farrow
- 1939 : Pacific Express (Union Pacific) de Cecil B. DeMille
- 1939 : Undercover Agent d'Howard Bretherton
- 1939 : The Flying Irishman de Leigh Jason
- 1939 : The Great Man Votes (en) de Garson Kanin
- 1940 : Finie la comédie (No Time for Comedy) de William Keighley
- 1940 : L'Aigle des mers (The Sea Hawk) de Michael Curtiz
- 1940 : Les Hommes de la mer (The Long Voyage Home) de John Ford
- 1940 : La Jeunesse d'Edison (Young Tom Edison) de Norman Taurog
- 1940 : Three Cheers for the Irish de Lloyd Bacon
- 1941 : Le Loup-garou (The Wolf Man) de George Waggner
- 1941 : Rendez-vous d'amour (Appointment for Love) de William A. Seiter
- 1942 : Les Chevaliers du ciel (Captains of the Clouds) de Michael Curtiz
- 1944 : Alerte aux marines (The Fighting Seabees) d'Edward Ludwig
- 1945 : Le Grand John (The Great John L.) de Frank Tuttle
- 1945 : Pavillon noir (The Spanish Main) de Frank Borzage
- 1945 : Tarzan et les Amazones (Tarzan and the Amazons) de Kurt Neumann
- 1945 : She Went to the Races de Willis Goldbeck
- 1946 : Beauté noire (Black Beauty) de Max Nosseck
- 1948 : Appelez nord 777 (Call Northside 777) d'Henry Hathaway
- 1948 : L'Énigmatique Monsieur Horace (The Luck of the Irish) de Henry Koster
- 1949 : Aventure en Irlande (The Fighting O'Flynn)  d'Arthur Pierson
- 1951 : L'Équipage fantôme (Scaled Cargo) d'Alfred L. Werker
- 1952 : Ma cousine Rachel (My Cousin Rachel) d'Henry Koster
- 1952 : Violence à Park Row (Park Row) de Samuel Fuller
- 1952 : Au pays de la peur (The Wild North) d'Andrew Marton
- 1953 : Le Fouet d'argent (The Silver Whip) d'Harmon Jones
- 1954 : Vingt Mille Lieues sous les mers (20,000 Leagues under the Sea) de Richard Fleischer
- 1956 : La première balle tue (The Fastest Gun Alive) de Russell Rouse

#### À la télévision
- 1959 : La Grande Caravane (Wagon Train), Saison 3, épisode 12 The St. Nicholas Story de Bretaigne Windust

### Comme réalisateur (courts métrages)
(filmographie complète — également acteur —)
- 1916 : Puck Fair Romance
- 1916 : O'Neal of the Glen
- 1916 : Food of Love
- 1916 : The Miser's Gift
- 1916 : Widow Malone
- 1916 : An Unfair Love Affair
- 1916 : Woman's Wit

## Théâtre (à Broadway)

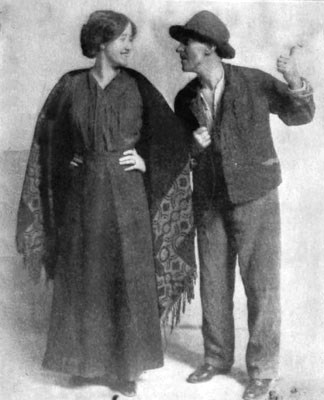
Sara Allgood et J. M. Kerrigan en 1911, au Plymouth Theatre de Boston, dans Le Baladin du monde occidental de J. M. Synge.

(pièces, comme acteur, sauf mention contraire ou complémentaire)
- 1908 : The Rising of the Moon de Lady Gregory
- 1911 : Le Baladin du monde occidental (The Playboy of the Western World) et The Well of the Saints de John Millington Synge, avec Sara Allgood, Cathleen Nesbitt, Una O'Connor
- 1913 : The Magnanimous Lover de St. John Ervine, avec Sara Allgood
- 1917-1918 : Out There, The Wooing of Eve et Happiness de J. Hartley Manners, avec Lynn Fontanne (la dernière avec également Violet Kemble-Cooper)
- 1919 : A Young Man's Fancy de John T. McIntyre, avec John Davidson, Jeanne Eagels, Howard Lindsay, Philip Merivale
- 1919 : The Lost Leader de Lennox Robinson
- 1920-1921 : Rollo's Wild Oat de Clare Kummer, avec Ivan F. Simpson, Roland Young
- 1921 : Chinese Love, comédie musicale, musique, lyrics et livret de Clare Kummer
- 1921 : The Robbery de Clare Kummer
- 1922 : Broken Branches d'Emil Nyitray et Herbert Hall Winslow, avec Wallace Ford
- 1922 : The Shadow d'Eden Phillpotts
- 1922 : A Pinch Hitter d'H.M. Harwood, avec Charles Waldron
- 1922 : The Ever Green Lady d'Abby Merchant (+ metteur en scène)
- 1922 : The Romantic Age d'Alan Alexander Milne, avec Margalo Gillmore, Leslie Howard
- 1923 : The Rivals de Richard Brinsley Sheridan
- 1923 : Scaramouche, adaptation d'après le roman éponyme de Rafael Sabatini (porté à l'écran en 1923, puis en 1952), avec Sidney Blackmer, Margalo Gillmore, Allyn Joslyn, Frederic Worlock
- 1924 : Outward Bound de Sutton Vane, avec Margalo Gillmore, Leslie Howard, Alfred Lunt
- 1924 : She stoops to conquer d'Oliver Goldsmith, décors de Norman Bel Geddes, avec Harry Beresford, Elsie Ferguson, Helen Hayes, Selena Royle, Basil Sydney
- 1925 : The Little Minister de J. M. Barrie, mise en scène de Basil Dean, avec Ruth Chatterton, Ralph Forbes (adaptée au cinéma en 1934)
- 1925 : Rosmersholm d'Henrik Ibsen, adaptation de Charles Archer, avec Josephine Hull
- 1925 : Engaged, comédie musicale, musique et lyrics de Brian Hooker, livret de William S. Gilbert
- 1925 : Gypsy Fires d'Allan Davis
- 1926 : Les Revenants (Ghosts) d'Henrik Ibsen, avec Lucile Watson
- 1926 : The Bells de Leopold Lewis
- 1926 : Henri IV, 1re partie (Henry IV, Part I) de William Shakespeare, avec Thomas Chalmers, Gilbert Emery, Walter Kingsford, Philip Merivale, Otis Skinner, Basil Sydney
- 1926 : White Wings de Philip Barry, avec Tom Powers
- 1927 : Trewlany of the 'Wells' d'Arthur Wing Pinero, avec Frieda Inescort, Otto Kruger
- 1928-1929 : The Grey Fox de Lemist Esler, avec Edward Arnold, Henry Hull, Warren Hymer, Nat Pendleton, George Tobias
- 1929 : Meet the Prince d'Alan Alexander Milne, mise en scène de Basil Sydney, avec Eric Blore, Basil Sydney
- 1937 : Barchester Towers de Thomas Job, d'après Anthony Trollope, avec Ina Claire, John Williams
- 1946-1947 : Le Baladin du monde occidental (The Playboy of the Western World) de John Millington Synge, avec Burgess Meredith, Maureen Stapleton